# 森山翔
森山 翔（もりやま しょう）は日本の作詞家。

## 作詞提供
- KEY WEST CLUB「夏色のロマンス」
- Shara「Morning Dew」
- TWINZER「君を抱いて眠りたい」「PLACE FOR TWO」「Dear My Love」「OUR LOVE STORY」

「こんなとき君に逢いたい」（生沢佑一と共同）
- 森下由実子「もっとずっと近くに感じたい」